# آسوکا تاتیشی
آسوکا تاتیشی (انگلیسی: Asuka Tateishi؛ زادهٔ ۹ ژوئن ۱۹۸۳) بازیکن فوتبال اهل ژاپن است.
از باشگاه‌هایی که در آن بازی کرده‌است می‌توان به باشگاه فوتبال آویسپا فوکوئوکا و باشگاه فوتبال ساگان توسو اشاره کرد.